# Торнли, Бен
Бе́нджамин Ли́ндзи То́рнли (англ. Benjamin Lindsay Thornley), более известный как Бен Торнли (англ. Ben Thornley; 21 апреля 1975) — английский футболист, выступавший на позиции вингера, впоследствии — спортивный комментатор.
Воспитанник «Манчестер Юнайтед», участник команды «Класс 92». Также выступал за «Стокпорт Каунти», «Хаддерсфилд Таун», «Ротерем Юнайтед», «Блэкпул», «Блэкпул», «Бери», «Галифакс Таун», «Бейкап Боро», «Солфорд Сити», «Уилмслоу Альбион» и «Уиттон Альбион», а также за шотландский «Абердин».

## Футбольная карьера
Уроженец Бери (графство Большой Манчестер), Торнли начал футбольную карьеру в академии «Манчестер Юнайтед», подписав любительский контракт с клубом в июле 1991 года. В 1992 году помог команде выиграть Молодёжный кубок Англии. 23 января 1993 года подписал с «Юнайтед» профессиональный контракт.
26 февраля 1994 года дебютировал в основном составе «Манчестер Юнайтед», выйдя на замену Денису Ирвину в матче Премьер-лиги против «Вест Хэм Юнайтед» на стадионе «Болейн Граунд». Дэвид Бекхэм и Нобби Стайлз считали его одним из лучших молодых талантов в академии клуба. Алекс Фергюсон также рассматривал Торнли как очень перспективного игрока, но из-за серьёзной травмы (разрыв крестообразных связок колена), полученной им в апреле 1994 года в столкновении с Ники Маркером в матче резервных команд против «Блэкберн Роверс», Бен не смог полностью реализовать свой потенциал. Он пропустил весь сезон 1994/95, восстанавливаясь от травмы. В 1997 году он подал в суд на Ники Маркера и на «Блэкберн Роверс», ссылаясь на миллионы неполученной прибыли из-за травмы.
В мае 1996 года провёл 3 матча за сборную Англии до 21 года.
Всего за пять сезонов в составе «Манчестер Юнайтед» Торнли провёл в основном составе только 14 матчей (9 из них — в Премьер-лиге).
После двух аренд (в «Стокпорт Каунти» в 1995 году и в «Хаддерсфилд Таун» в 1996 году) в августе 1998 года Торнли перешёл в «Хаддерсфилд Таун» на постоянной основе за 250 000 фунтов. Провёл за «терьеров» 127 матчей во всех турнирах, забив 8 голов.
В августе 2001 года перешёл в шотландский клуб «Абердин». С 2001 по 2002 год провёл за команду 30 матчей и забил 3 гола.
В ноябре 2002 года перешёл в английский клуб «Блэкпул», подписав с ним 18-месячный контракт. По итогам сезона 2002/03 был отпущен в качестве свободного агента.
В сентябре 2003 года стал игроком клуба «Бери». Сыграл за команду пять матчей, но уже в конце октября покинул команду по соглашению сторон. В марте 2004 года присоединился к клубу «Галифакс Таун», выступавшему в Футбольной конференции.
Впоследствии выступал за клубы нижних дивизионов английской футбольной пирамиды, включая Бейкап Боро" (за который тогда же играл другой экс-игрок «Манчестер Юнайтед» Дэвид Мэй), «Солфорд Сити» и «Уиттон Альбион». В 2010 году завершил карьеру игрока.

## После завершения карьеры игрока
Работал спортивным комментатором на MUTV, клубном телеканале «Манчестер Юнайтед».

## Достижения
«Манчестер Юнайтед»
- Обладатель Молодёжного кубка Англии: 1992[15]
- Обладатель Суперкубка Англии: 1997